# Louis Persigan
Louis Persigan, dit l' « abbé Persigan », est un religieux et historien français du XIXe siècle.

## Biographie
Né le 24 juin 1798, il a été ordonné prêtre le 18 août 1825.
Il a été curé de Courgenard en 1828, puis curé de Mansigné, enfin du Mans.
Il est notamment l'auteur des ouvrages :
- Saint-Céneri-le-Géré, ses souvenirs, ses monuments, Louis Persigan
- Vie de Saint Ménelé, ses reliques, son culte, Louis Persigan
- Chronique de la paroisse de Courgenard, Louis Persigan, 1841
- Les Mersenne et l'hospice de Mansigné, Louis Persigan

Il est mort le 12 octobre 1888, à l'âge de 90 ans.

## Sources et liens externes
- Ses ouvrages aux archives départementales de la Sarthe (1)
- Ses ouvrages aux archives départementales de la Sarthe (2)
- Notice sur le site de la librairie Dialogues
- Notice sur les Publications des Amis du Perche
- Saint-Céneri-le-Géré, ses souvenirs, ses monuments